# Teresa Claramunt
Pour les articles homonymes, voir Claramunt.
Teresa Claramunt, née à Sabadell en 1862 et morte en 1931 à Barcelone, est une ouvrière, militante anarcho-syndicaliste et féministe libertaire catalane.

## Biographie
Employée de l'industrie textile, elle fonde un groupe anarchiste à Sabadell influencée par Fernando Tarrida del Mármol, avec lequel elle a participé à la grève de sept semaines de 1883, où l'on réclamait la journée de travail de 10 heures.
Ainsi, en octobre 1884, elle fut l'une des fondatrices de la Section diverse des Travailleurs anarcho-collectivistes de Sabadell (Secció Vària de Treballadores Anarco-col·lectivistes de Sabadell).
Avec Ángeles López de Ayala et Amalia Domingo, elle crée en 1892 la première société féministe espagnole, la Société autonome des femmes de Barcelone (Sociedad Autónoma de Mujeres de Barcelona),,.
Elle est arrêtée après l'explosion d'une bombe au Grand théâtre du Liceu à Barcelone en 1893 et de nouveau durant le procès de la répression de Montjuïc (Procès de Montjuïc) (1896), durant lequel elle a été battue avec brutalité, ce qui lui laisse des séquelles pour le reste de sa vie. Bien qu'elle ne soit pas reconnue coupable pour ce crime, après le jugement, elle s'exile en au Royaume-Uni, jusqu'en 1898.
Elle fonde le magazine El Productor (Le Producteur) (1901) et participa activement au débat de questions sociales du début du xxe siècle. Elle contribue à La Tramuntana et au magazine La Revista Blanca et dirige le journal El Rebelde entre 1907 et 1908.
En 1902, elle prend part aux rassemblements de solidarité avec les grévistes du secteur de la métallurgie et à la grève générale de février 1902.
Elle est de nouveau arrêtée après les événements de la Setmana Tràgica (Semaine tragique) d'août 1909 et exilée à Saragosse, où en 1911, elle pousse les syndicats locaux à l'adhésion à la Confédération nationale du travail et à la grève générale de 1911, ce qui la conduit de nouveau en prison.
Déjà très malade et recluse entre son lit et sa chaise, la police fouille son appartement après l'attentat du 4 juin 1923 contre le cardinal Juan Soldevilla y Romero à Saragosse, cherchant des preuves de sa culpabilité. En 1924, elle retourne à Barcelone mais la paralysie l'éloigna peu à peu des affaires publiques.

## Ouvrages
- Teresa Claramunt (préf. Christelle Schreiber-Di Cesare), Femmes, unissons-nous!, Paris, Nada, 2023, 80 p. (ISBN 979-10-92457-59-9).